# Honda 1300
O Honda 1300 foi um automóvel produzido pela Honda entre 1969 e 1973, possuía duas versões sedã e coupé. Criado para competir com os modelos de mesmo segmento das outras montadoras japonesas como o Toyota Corona, Mazda Capella, Mitsubishi Galant e o Nissan Bluebird.

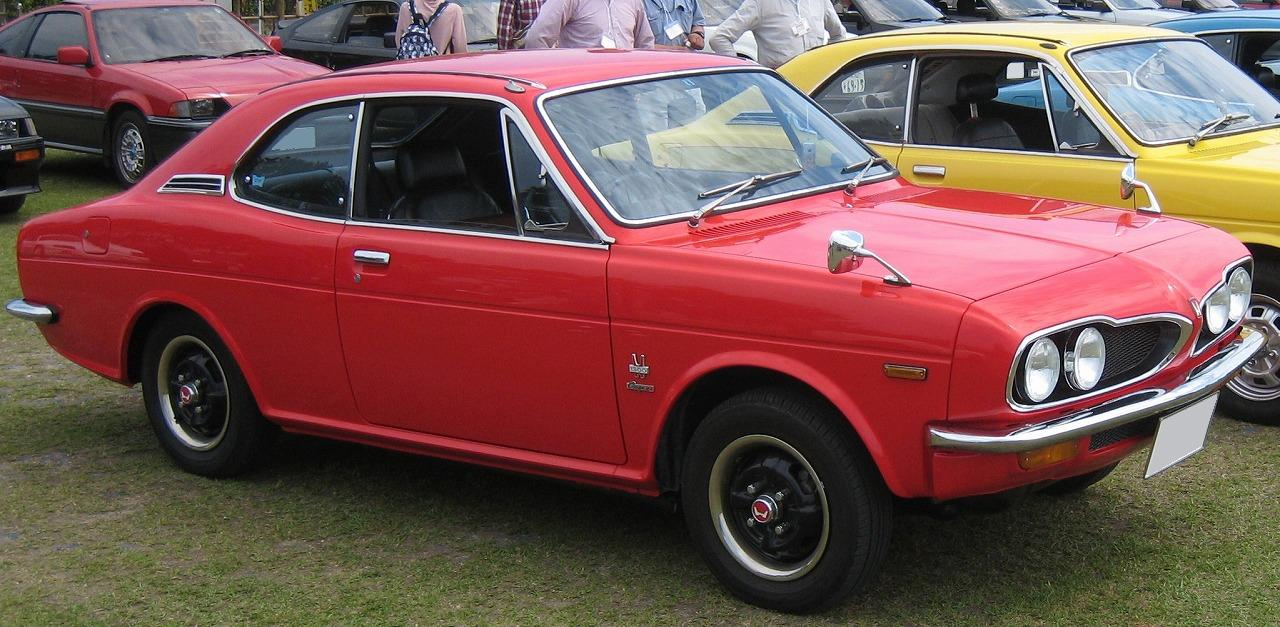
Honda 1300 Coupe 7 S
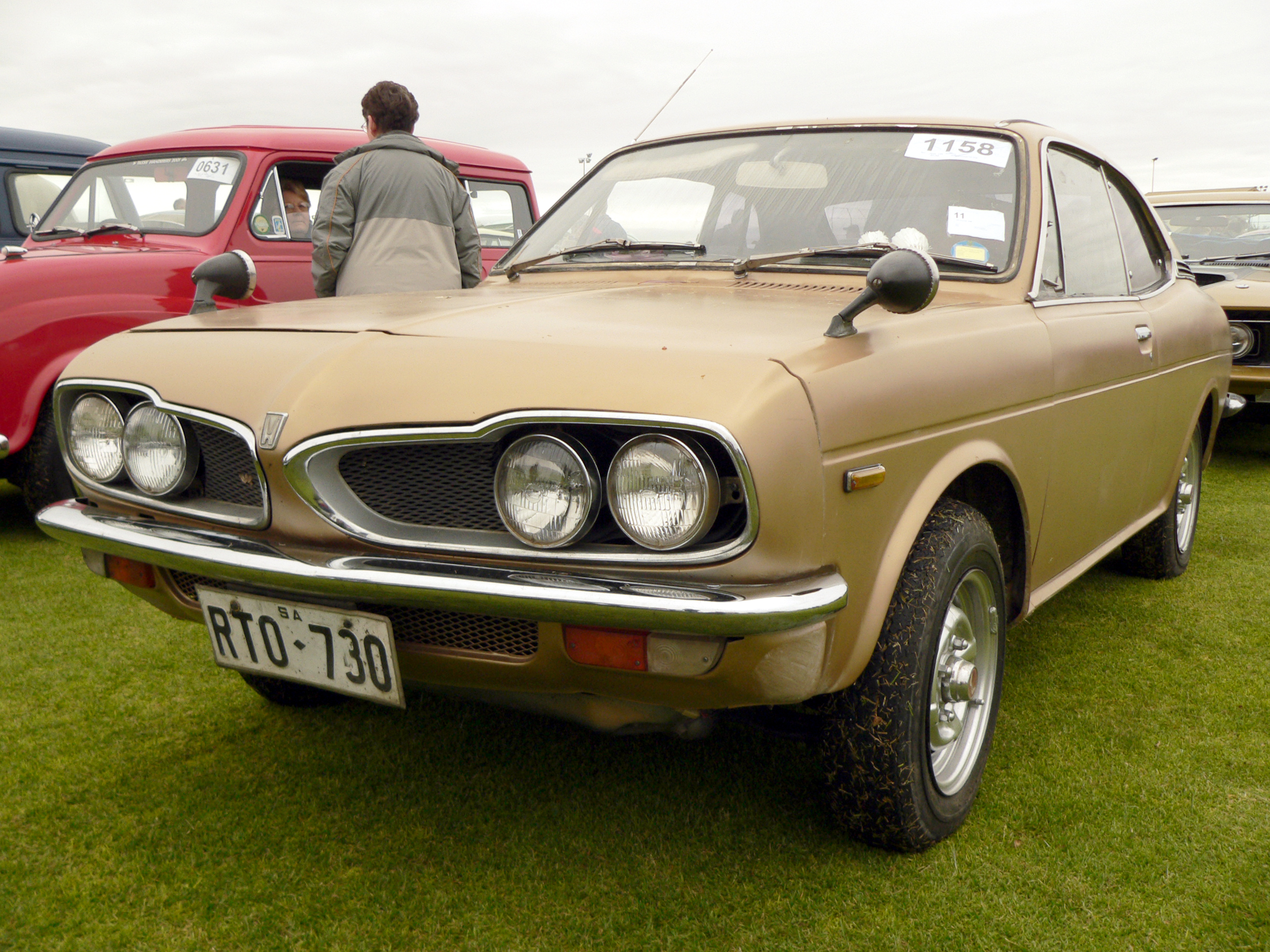
Honda 1300 Coupe 9
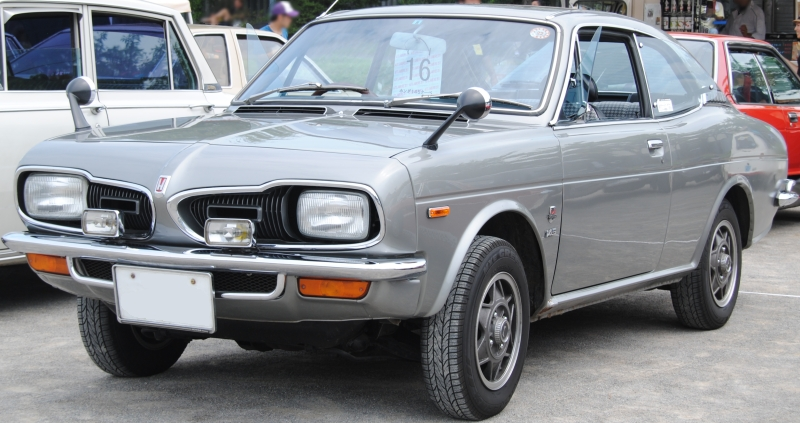
Honda 145 GL coupé
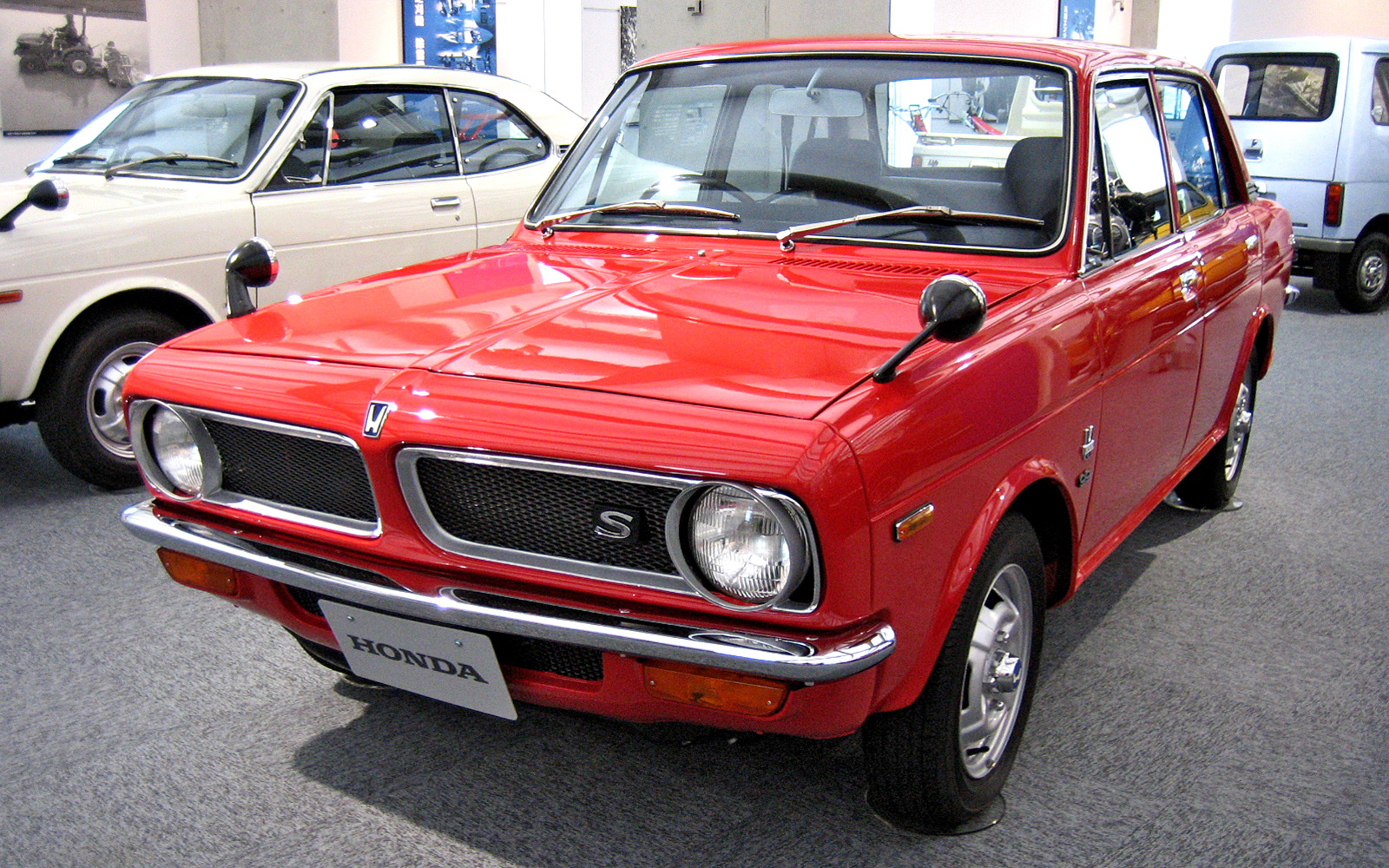
Honda 1300 Sedan